# Dulle Griet (cañón)
El Dulle Griet ("La loca Rita", denominado en honor al personaje del folclore flamenco Dulle Griet) es un super cañón medieval de Gante, Bélgica. Esta bombarda de hierro forjado fue construida en la primera mitad del siglo XV a partir de 32 barras de hierro contenidas por 61 aros metálicos. En 1452, la bombarda fue utilizada por la ciudad de Gante en el sitio de Oudenaarde, pero fue capturada por los defensores durante una retirada y recién regresó a Gante en 1578. En la actualidad, la bombarda se encuentra ubicada en cercanías de la Plaza del Mercado de los viernes, en la parte antigua de la ciudad.
Además del Dulle Griet, una serie de supercañones europeos del siglo XV, fueron empleados, principalmente en la guerra de asedio, incluidos los cañones de hierro forjado Mons Meg y Pumhart von Steyr, así también como los cañones de bronce fundido Faule Mette, Faule Grete y Grose Bochse.